# San Miguel de la Mora
San Miguel de la Mora är en ort i Mexiko.   Den ligger i kommunen El Mante och delstaten Tamaulipas, i den centrala delen av landet, 400 km norr om huvudstaden Mexico City. San Miguel de la Mora ligger 64 meter över havet och antalet invånare är 472.
Terrängen runt San Miguel de la Mora är mycket platt, och sluttar österut. Runt San Miguel de la Mora är det ganska glesbefolkat, med 43 invånare per kvadratkilometer. Närmaste större samhälle är Ciudad Mante, 7,1 km söder om San Miguel de la Mora. Trakten runt San Miguel de la Mora består till största delen av jordbruksmark.